# ردینگ (پنسیلوانیا)
ردینگ (به انگلیسی: Reading) شهری در ایالت پنسیلوانیا کشور ایالات متحده آمریکا است که جمعیت آن در سرشماری سال ۲۰۱۰ میلادی، ۸۸٬۰۸۲ نفر بوده‌است.
تیلور سوئیفت، خواننده آمریکایی، اهل این شهر است.